# Congrés (métro de Barcelone)
Congrés est une station de la ligne 5 du métro de Barcelone.

## Situation sur le réseau
La station se situe sous la rue Garcilaso de la Vega (Carrer de Garcilaso), sur le territoire de la commune de Barcelone, dans le district de Sant Andreu. Elle s'intercale entre La Sagrera et Maragall.

## Histoire
La station ouvre au public en 1959, avec la mise en service de la ligne II entre La Sagrera et Vilapicina, sous le nom de Viviendas del Congreso. Elle est intégrée à la ligne V, lors du prolongement de celle-ci entre Diagonal-Paseo de Gracià et La Sagrera en 1970. Elle prend son nom actuel en 1982, tandis que les chiffres arabes remplacent les chiffres romains dans la numérotation des lignes.

## Services aux voyageurs

### Accès et accueil
La station dispose de deux voies et deux quais latéraux.